# Mollinedia costaricensis
Mollinedia costaricensis är en tvåhjärtbladig växtart som beskrevs av John Donnell Smith. Mollinedia costaricensis ingår i släktet Mollinedia och familjen Monimiaceae. Inga underarter finns listade i Catalogue of Life.